# Isana larusalis
Isana larusalis — вид совкових з підродини совок-п'ядунів який зустрічається в Малайзії, о. Борнео. Належить до монотипового роду Isana.